# Haus Wildenrath

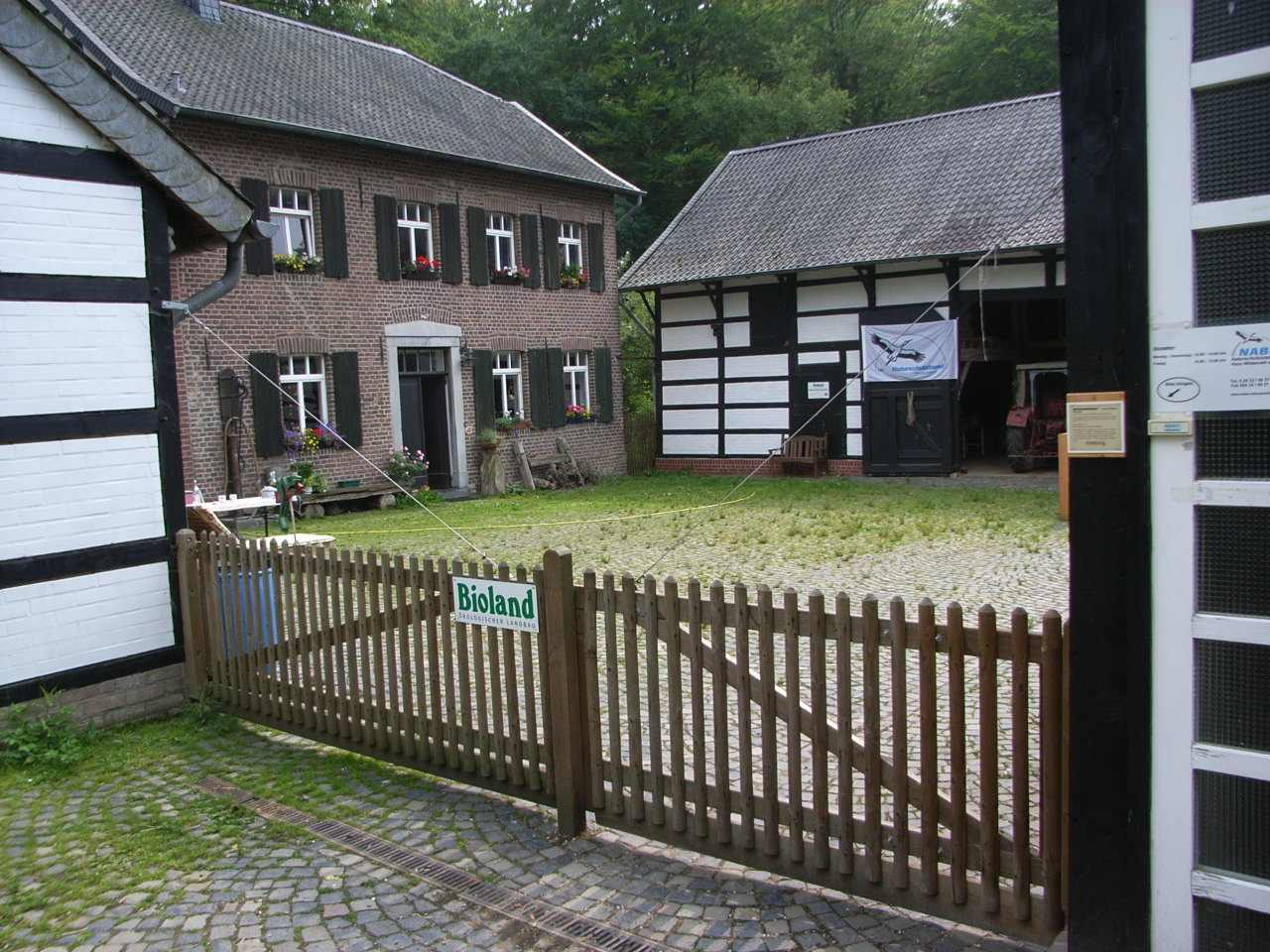
Haus Wildenrath

Haus Wildenrath ist ein ehemaliger Bauernhof mit einem Naturlehrpfad in Wildenrath in der Nähe von Wegberg bei Mönchengladbach am Niederrhein in Nordrhein-Westfalen. Der Hof liegt im Naturschutzgebiet Helpensteiner Bachtal, oberes Schaagbachtal und Petersholz und im Naturpark Maas-Schwalm-Nette.

## Geschichte

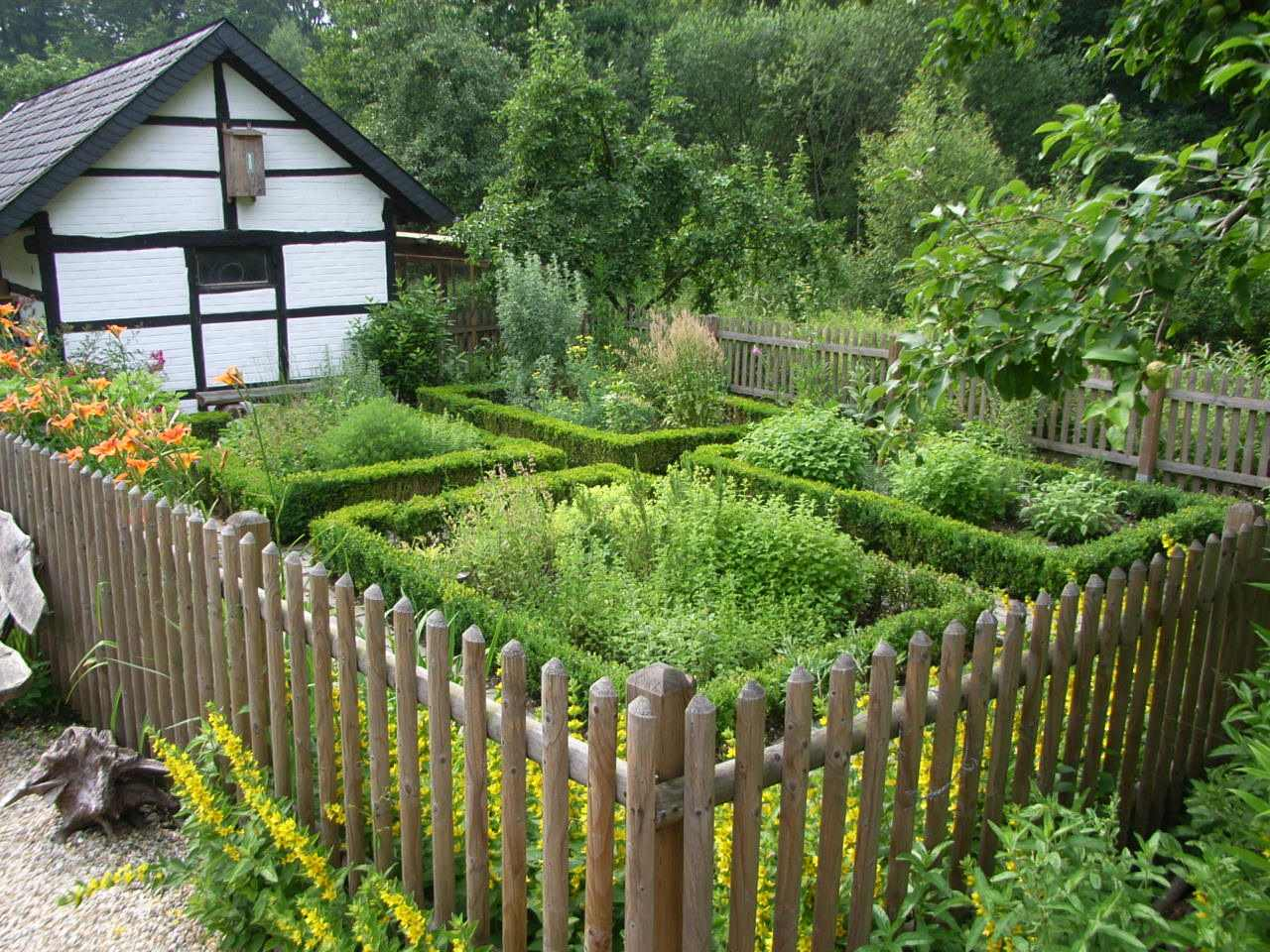
Bauerngarten

Der Hof wurde bereits im 12. Jahrhundert urkundlich erwähnt als Besitz der Grafen von Wassenberg. Die heutige Hofanlage stammt aus der Zeit um 1700 und wurde bis in die 1960er Jahre als Bauernhof genutzt.
Hier wird dem Besucher die ursprüngliche Landschaft der Region auf kleinem Raum präsentiert. 1964 erwarb die Gemeinde Wildenrath das Gelände. 1970 richtete der Naturpark Schwalm Nette hier das erste Umweltbildungszentrum Deutschlands ein. 2003 pachtete der Naturschutzbund Deutschland (NABU) das Haus und betreibt seitdem eine Naturschutzstation, ökologische Forschungen und bietet naturpädagogische Programme an.
Auf dem rund 25 Hektar großen Gebiet mit vielfältigen Bodenverhältnissen verlaufen fünf Lehrpfade.

## Naturschutzstation
Die Naturschutzstation betreut den Hof und das Gelände. Dazu gehört neben der Landschaftspflege auch die Haltung vom Aussterben bedrohter Haus- und Nutztierrassen. Dazu gehören u. a. Weiße Hornlose Heidschnucken, Dülmener Wildpferde, bunte Bentheimer Landschweine und deutsche Sperber. Weitere Projekte sind zum Beispiel der 1. Rheinische Obstsortengarten, das LEADER-Projekt in den Gemeinden Gangelt, Waldfeucht und Selfkant und ein Inklusions-Projekt. Die Naturschutzstation ist ein von Öko-Kontrollstelle-zertifizierter Bioland-Hof.